# Lejeunea laetevirens
Lejeunea laetevirens là một loài Rêu trong họ Lejeuneaceae. Loài này được Nees & Mont. mô tả khoa học đầu tiên năm 1842.

## Hình ảnh

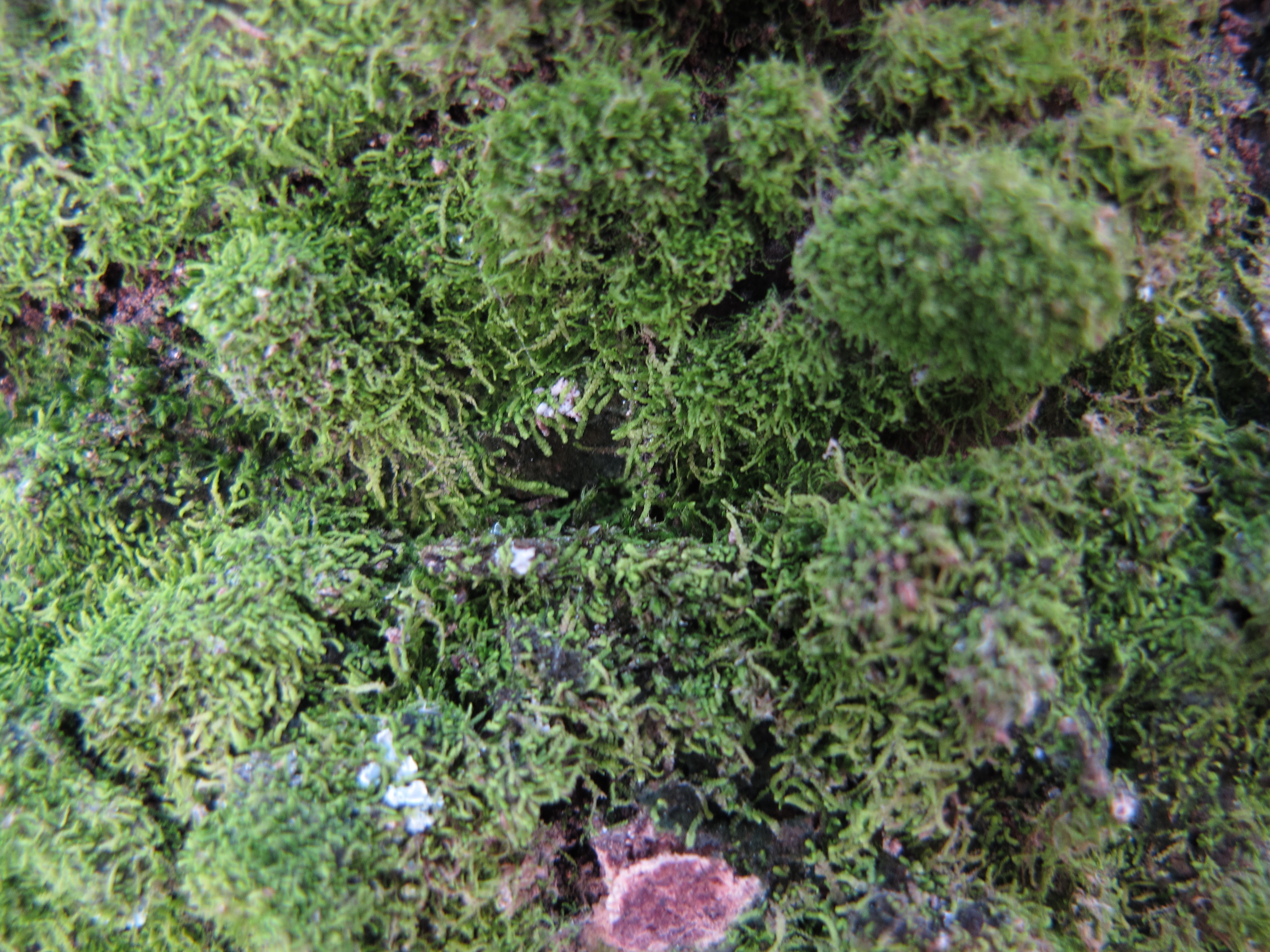
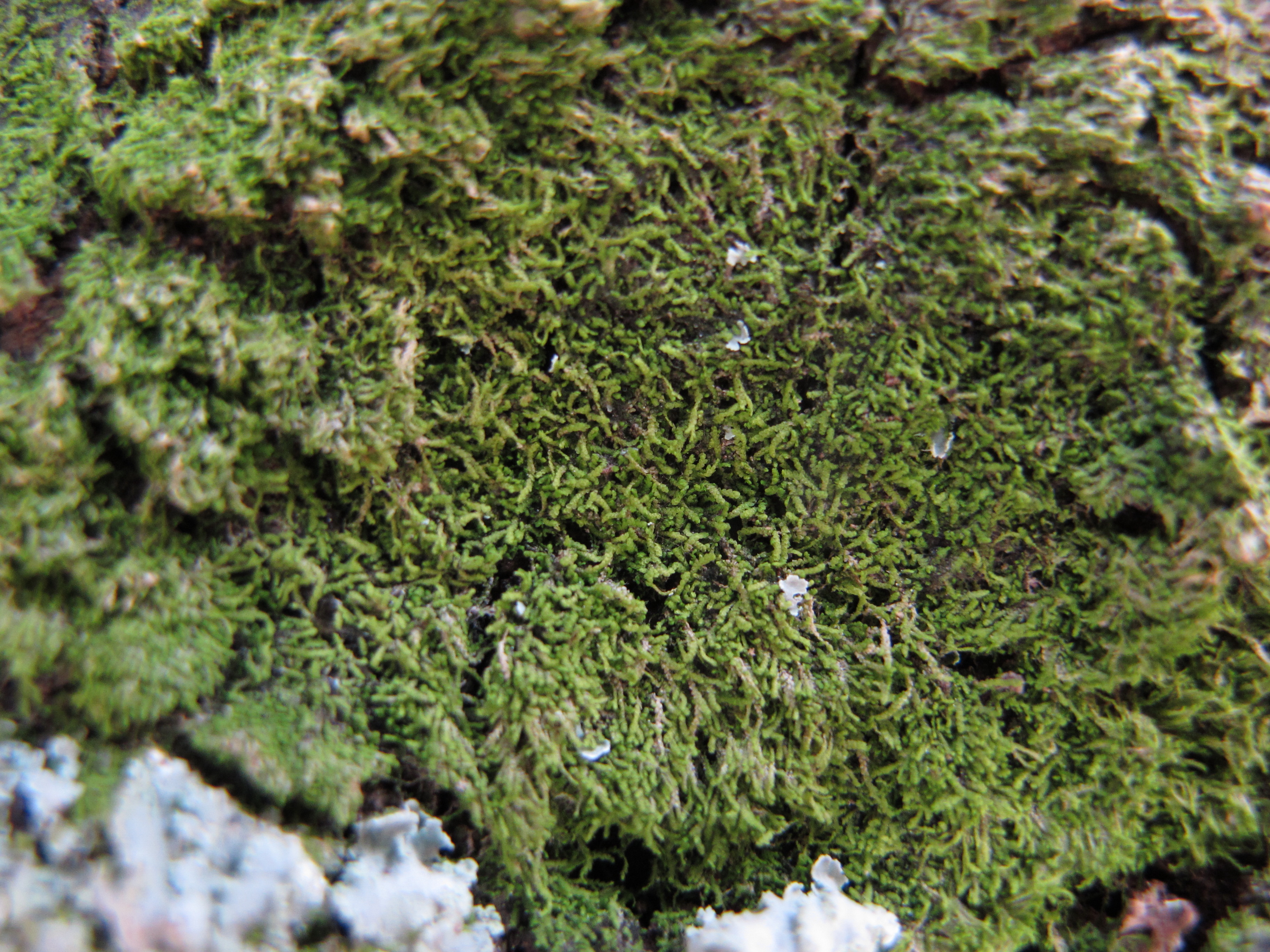